# Печёнкин, Игорь Гертрудович
Игорь Гертрудович Печенкин (род. 31 марта 1951) — российский геолог, историк и организатор науки, доктор геолого-минералогических наук, профессор Государственного университета по землеустройству, Советник генерального директора Всероссийского научно-исследовательского института минерального сырья имени Н. М. Федоровского.

## Биография
Родился 31 марта 1951 года в Москве, в семье геологов. Отец Гертруд Aлексеевич (1929—1992) — заслуженный геолог УзССР, один из первых участников Краснохолмской экспедиции в Средней Aзии (Ташкент, с 1954), исследователь урановых месторождений. Детство провёл в Ташкенте.
В 1964 году семья переехала в ГДР, где отец работал на месторождениях Шлема-Альберода и Кенигштайн (Рудные горы). В 1964—1968 годах учился в школе № 15 Группы советских войск в Германии в городе Дрезден.
В 1976 году окончил геологический факультет Ташкентского политехнического института, горный инженер геолог.
Работал геологом в системе Первого Главного геологического управления Министерства геологии СССР (Урангеологоразведка, современное ФГУГП «Урангео») В конце 1980-х годов — руководитель прогнозными работами в западной части Притяньшанской урановорудной мегапровинции.
Защитил во ВСЕГЕИ кандидатскую диссертацию по прогнозу ураноносности области сочленения Кызылкумской урановорудной провинции с Амударьинским нефтегазоносным бассейном. В 1995 году там же защитил докторскую диссертацию, разработав историко-геологический метод комплексного прогнозирования рудоносности осадочных бассейнов, применив палеогидрогеологический анализ на геодинамической основе как один из методов металлогенических исследований в пределах плитных комплексов.
Специалист по комплексному металлогеническому анализу осадочных бассейнов. Проводил экспертную оценку ураноносности территорий нескольких зарубежных стран Азии и Африки.

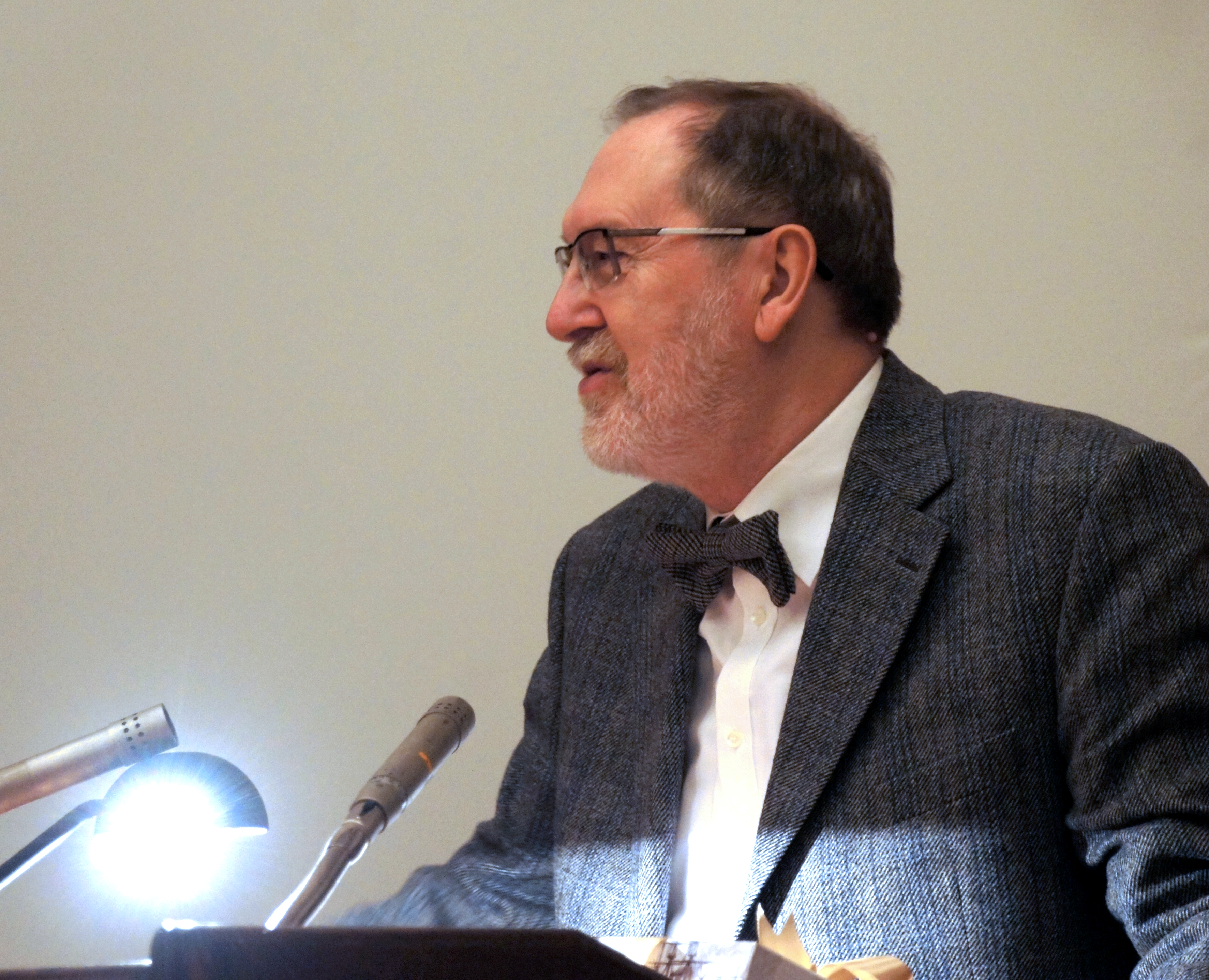
Выступление в президиуме РАН, 2016

С 1998 года работает в Всероссийском НИИ минерального сырья имени Н. М. Федоровского (ВИМС). Руководитель уранового отдела института (с 2002), заместитель генерального директора по научной работе и руководитель геологического отделения (с 2004), заместитель генерального директора по научно-информационной деятельности (с 2015), Советник генерального директора (с 2018).
C 2007 по 2017 г. научный руководитель научно-образовательного центра (НОЦ) «Рудная геология, минералогия и геохимия» по направлению «Прогнозирование, поиски и изучение месторождений стратегических видов минерального сырья и подготовка кадров высшей квалификации» при МГРИ-РГГРУ и ВИМС.
Член Государственной экзаменационной комиссии Института геологии минеральных ресурсов МГРИ-РГГРУ.
Заместитель главного редактора журналов «Разведка и охрана недр», «Минеральное сырьё», сборника «Материалы по геологии месторождений урана и редких металлов», член редколлегии журнала «Рациональное освоение недр» и Международного журнала прикладных наук и технологий «Integral».

## Награды, премии и звания
- 2005 — Знак «Отличник разведки недр».
- 2008 — Звание «Почётный разведчик недр».
- 2013 — Орден В. И. Вернадского, Неправительственного экологического фонда имени В. И. Вернадского.
- 2015 — Медаль «Патриот России», Российского государственного военного историко-культурного центра при Правительстве Российской Федерации.
- 2015 — Медаль «Альфреда Вегенера», Европейского союза наук о Земле (EGU).
- 2020 — Премия А. В. Сидоренко «За лучшую популяризацию профессии геолога».

## Членство в организациях
- Российское геологическое общество, вице-президент.
- Русское географическое общество.
- Международная комиссия по истории геологических наук (INHIGEO), c 2015 года[5].
- Председатель секции геологии Центрального дома учёных РАН.
- Учёный секретарь межотраслевого Координационного научно-технического совете по геологии, поискам и разведке месторождений урана.
- Член Международной медико-геологической ассоциации (ММГА-IMGA).
- Член экспертного совета ВАК по наукам о Земле (с 2002).
- Член диссертационных советов при МГРИ, специальность «Геология, поиски и разведка твердых полезных ископаемых, минерагения (геолого-минералогические науки)».
- Член диссертационного совета при ИИЕТ РАН, специальность «История науки и техники (географические и геолого-минералогические науки)».